# Adetus validus
Adetus validus es una especie de escarabajo del género Adetus, familia Cerambycidae. Fue descrita científicamente por Thomson en 1868.
Habita en Belice, Guatemala, Honduras, México y Nicaragua. Los machos y las hembras miden aproximadamente 10,5-11 mm. El período de vuelo de esta especie ocurre en los meses de mayo y junio.